# Fjodor I.
Fjodor I. Ivanovič, zvaný „Blažený“ (31. května 1557 Moskva – 17. ledna 1598 Moskva), byl ruský car a velkokníže moskevský v letech 1584–1598, třetí syn Ivana IV., poslední z dynastie Rurikovců. Skutečnou moc ve státě však držel Boris Godunov, bývalý rádce jeho otce Ivana IV. a Fjodorův švagr v jedné osobě.
Fjodor byl třetím synem cara Ivana IV., zvaného „Hrozný“, a jeho první ženy Anastasie Romanovny.

## Život
Nedlouho (cca rok a půl) před svou smrtí car Ivan, pověstný svou nevyrovnanou, krutou a násilnickou povahou, zabil v návalu vzteku svého syna Ivana, následníka trůnu. Tím dnem – 19. listopadu 1582 – se stal následníkem trůnu carevič Fjodor. Na trůn usedl po smrti svého otce (8. března 1584) jako dvacetiletý mladík, který – podle slov samotného Ivana Hrozného byl „asketa a nemluva, narozený spíš pro klášter než pro panování“. Vyznačoval se prý nevzhledným obličejem s nadměrným nosem, nepřítomným pohledem a zvláštními, trhanými pohyby.
Fjodor se oženil s Irinou Fjodorovnou Godunovovou, s níž měl jedinou dceru, Feodosiji Fjodorovnu (* 1594), která však zemřela jako nemluvně v devíti měsících věku. Tím skončila moskevská linie dynastie Rurikovců (potomci Ivana I. Kality).
Většina historiků se domnívá, že Fjodor nebyl způsobilý k panovnické funkci, byl chatrného zdraví a podle některých údajů i slabého ducha. Fjodor byl mírný, bázlivý a nekonfliktní člověk, který se přizpůsoboval svému okolí. Nejraději se účastnil bohoslužeb nebo sledoval šašky, kejklíře a cvičená zvířata. Miloval zvonění kostelních zvonů a dokonce na ně s oblibou sám zvonil. V každém případě se jen nepatrně účastnil na vládě země, která zcela přešla do rukou jeho nejprve rádce, posléze švagra Borise Godunova, od roku 1587 fakticky jediného vládce státu a po Fjodorově smrti jeho nástupce. Postavení Borise Godunova bylo na carském dvoře natolik významné, že zámořští diplomaté žádali o audienci jmenovitě u něj; jeho vůle byla zákonem. Fjodor byl carem, Boris faktickým vládcem – to věděli všichni na Rusi i za hranicemi.

## Významné události za panování Fjodora Ivanoviče
- 1584: Donští kozáci odpřisáhli Fjodoru Ivanoviči věrnost
- 1586: ruský zbrojíř Andrej Čochov odlil dělo Car-puška
- 1589: ustavení patriarchátu v Rusku; prvním patriarchou se stal Jov, spolupracovník Borise Godunova. Třebaže Fjodor Ivanovič nebyl uznán za svatého, patriarcha Jov ho za něj považoval a sestavil jeho životopis.
- 1590–1593: rusko-švédská válka. Rusko dobylo zpět města Jam, Ivangorod, Koporje, Korela (Priozersk)

## Vztah k dynastii Romanovců
Zakladatel dynastie Romanovců, Michail Fjodorovič, byl prasynovcem Fjodora I. (matka Fjodora I., Anastasija Romanovna, byla sestrou Michailova děda, Nikity Romanoviče Zacharjina); na tomto příbuzenství založili Romanovci své nároky na trůn.